# 中村公隆
中村 公隆（なかむら まさたか、1984年2月24日 - ）は、日本の俳優である。京都府出身。
身長174cm。体重65kg。株式会社MR8所属。

## 出演

### テレビドラマ
- 獣電戦隊キョウリュウジャー（2013年7月、テレビ朝日） - 宝くじ当選者 役
- 信濃のコロンボ〜死者の木霊〜（2013年11月、TBSテレビ） - 特捜刑事 役
- 戦力外捜査官 第3話（2014年1月、日本テレビ） - 高山司 役
- 平成猿蟹合戦図（2014年4月、WOWOW） - 歌舞伎町住人 役
- ワイルドヒーローズ 第1話（2015年4月、日本テレビ） - ボーイ 役
- 不便な便利屋（2015年5月、テレビ東京） - 板野 役
- ある日、アヒルバス 第6話・最終話（2015年8月、NHK） - シゲトミ 役
- 警視庁南平班〜七人の刑事〜8（2015年8月、TBSテレビ） - 竹内大輔 役
- はぴまり（2016年7月、Amazonオリジナル） - 間宮孝之 役
- 不便な便利屋（2016年12月、テレビ東京） - 板野 役
- コック警部の晩餐会（2016年10月、TBSテレビ）
- ドクターX〜外科医・大門未知子〜 第9話（2016年12月、テレビ朝日）- 司会者 役
- ラブホの上野さん 第1話（2017年1月、フジテレビ） - 大学講師 役
- 銀と金 第2話（2017年1月、テレビ東京） - 内村 役
- 直撃せよ！2016年文春砲の裏側 第1話（2017年2月、ニコニコオリジナル）
- 仮面ライダーエグゼイド 第22話（2017年3月、テレビ朝日） - 衛生省 片山 役
- 花実のない森（2017年3月、テレビ東京） - 小泉敬太 役
- ガキ★ロック〜浅草六区人情物語〜（2017年4月、Amazonビデオ） - 蕎麦屋・一郎 役
- 恋がヘタでも生きてます（2017年4月、ytv） - 塚地マサノブ 役
- はぐれ署長の殺人急行2（2017年6月、TBSテレビ） - 石倉将太 役
- ハケンのキャバ嬢・彩華 第8話（2017年12月4日、朝日放送[注釈 1]） - 須田 役
- 警視庁・捜査一課長 season3 第9話（2018年6月7日、テレビ朝日） - 甲田太 役[1]
- 天 天和通りの快男児 第2話 - 第4話（2018年10月 - 、テレビ東京） - 丸尾側雀士 役
- ドラマスペシャル 東野圭吾 手紙（2018年12月、テレビ東京） - 社員 役
- 歌舞伎町弁護人 凛花 第5話、第6話（2019年5月18日、5月25日、BSテレ東） - 飯島孝史 役[2]
- 騎士竜戦隊リュウソウジャー 第29話（2019年10月6日、テレビ朝日） - 清掃職員 役
- シャーロック アントールドストーリーズ 第3話（2019年10月21日、フジテレビ） - 熊沢啓介 役
- 月曜プレミア8 ドンナビアンカ 〜刑事 魚住久江〜（2020年、テレビ東京） - 井上高志 役
- 大河ドラマ 麒麟がくる（2020年、NHK）
- 特捜9 Season4（2021年、テレビ朝日） - 山口哲也 役
- IP〜サイバー捜査班（2021年、テレビ朝日） - 木沢義輝 役
- それってパクリじゃないですか? 第7話（2023年5月24日、日本テレビ） - 今宮食品の社員 役
- 降り積もれ孤独な死よ 第1話 - 第3話・第7話（2024年7月7日 - 21日・8月18日、読売テレビ・日本テレビ系） - 間宮大輝 役[3]
- モンスター 第9話（2024年12月9日、関西テレビ・フジテレビ系） - 磯田孝康 役[4]
- トーキョーカモフラージュアワー 第1話（2025年1月20日、朝日放送テレビ） - 森永 役[5]
- 恋は闇（2025年4月16日 - 6月18日、日本テレビ） - 捜査一課長 役[6]
- PJ 〜航空救難団〜 第1話（2025年4月24日、テレビ朝日） - 自衛隊員 役[7]
- イグナイト -法の無法者- 第2話（2025年4月25日、TBS） - 上山哲郎 役[8]
- 看守の流儀（2025年6月21日、テレビ朝日） - 刑務官 役[9]

### WEBドラマ
- ハケンのキャバ嬢・彩華 第8話（2017年11月27日、AbemaTV[注釈 1]） - 須田 役

### 映画
- ゲバルト（2013年11月、山鹿孝起監督） - 不良生徒 役
- リュウセイ（2013年11月、谷健二監督） - 居酒屋客 役
- 闇金ウシジマくん2 （2014年5月、山口雅俊監督） - AV監督 役
- ガキ☆ロック（2014年6月、中前勇児監督） - ヤクザ護衛 役
- 鏡の中の笑顔たち（2015年5月、喜多一郎監督） - 警察官 役
- サマーソング（2016年9月、中前勇児監督） - ヒロイン彼氏 役
- のりおくんとまっきーにゃ（2017年1月、安藤光造監督） - ボーイ 役
- 新聞記者（2019年6月28日、藤井道人監督）- 瀬戸 役
- 劇場短編 仮面ライダーセイバー 不死鳥の剣士と破滅の本（2020年12月、柴﨑貴行監督） - 森崎和夫 役[10]

### オリジナルビデオ
- YOKOHAMA BLACK5（2018年6月、オールインエンタテインメント） - 手下の小鹿 役[11]

### 舞台
- クラスタープロデュース×劇団チャンピオン旗揚げ公演「戦士たちの憂鬱」（2016年9月）
- 劇団龍門「ひかりとかげ」（2016年4月）
- 劇団龍門「愛すべき馬鹿者たち〜命の時間〜」（2015年12月） - 主演
- 劇団龍門「羅針盤」（2015年4月） - 主演
- 劇団龍門「太陽龍」（2014年12月） - 主演
- 「CR BE-BOP〜壇蜜与太郎仙歌〜」（2014年2月）
- 劇団龍門　第六回公演「やれんのか!?」（2013年12月）
- 劇団龍門　第五回公演「Re-Birth〜蝶が羽ばたく時〜」（2013年）
- 劇団龍門　第四回公演「まるてん」（2012年）